# Velje Brdo
Velje Brdo (cyr. Веље Брдо) – wieś w Czarnogórze, w gminie Podgorica. W 2011 roku liczyła 319 mieszkańców.